# Sinfonia n. 18 (Haydn)
La Sinfonia n. 18 in Sol maggiore, Hoboken I/18, di Joseph Haydn è di data incerta. Il catalogo Breitkopf assicura che sia stata composta nel 1766, ma molti studiosi di Haydn pensano che sia stata scritta almeno qualche anno prima. In definitiva, la datazione dovrebbe rientrare tra il 1757 ed il 1764.

## I movimenti
La Sinfonia è stata composta per un'orchestra di 2 oboi, un fagotto, 2 corni, archi e basso continuo. Nonostante sia in tre movimenti, è stata spesso catalogata come sonata da chiesa a causa della presenza di un intero movimento lento di apertura. I tre movimenti sono:
1. Andante moderato, 2/4
2. Allegro molto, 4/4
3. Tempo di Minuetto, 3/4, Sol maggiore - Sol minore - Sol maggiore

Il movimento di apertura è stato scritto nella forma di sonata in trio, con due linee melodiche su una linea di basso indipendente.